# Ögmundur Jónasson
Ögmundur Jónasson (Reykjavík, 17 luglio 1948) è un politico islandese.

## Carriera politica
Nel 1995 è stato eletto membro dell'Althing, il parlamento della repubblica islandese.
Ha fatto parte delle seguenti commissioni:
- Commissione affari sociali e sicurezza dal 2007 al 2009.
- Commissione economica e fiscale dal 2007 al 2009.
- Commissione economica e commerciale dal 1999 al 2007.
- Commissione per gli affari sociali dal 1997 al 1998.
- Commissione per gli affari generali dal 1995 al 1999.
- Commissione per la sanità dal 1995 al 1996.
- Commissione speciale parlamentare per gli affari costituzionali dal 1999 al 2007.
- Commissione per le credenziali dal 1999 al 2007.

È stato, inoltre, membro della delegazione islandese all'EFTA dal 1999 al 2003.
Il 1º febbraio 2009 è stato nominato ministro della salute.

### Partiti politici a cui ha aderito
Ögmundur Jónasson è stato iscritto al movimento di sinistra dei verdi dal 1999 al 2009. Durante l'anno 1998 è entrato nel gruppo misto del parlamento islandese.